# Протести на Північному Кавказі (2022)
Протести на Північному Кавказі почалися 22 вересня 2022 року на тлі мобілізації, оголошеної під час повномасштабного вторгнення в рамках російсько-української війни. В регіоні почалися акції мітингів та протестів внаслідок підписання Путіним указу про «часткову» мобілізацію.

## Перебіг подій
Президент РФ Путін 21 вересня підписав указ про «часткову» мобілізацію для участі у війні проти України.
21 вересня в Грозному (Чечня) кілька десятків жінок провелии протест проти мобілізації. Усіх їх було затримано.
22 вересня протести почалися у Бабаюртівському районі Дагестану, де жителі перекрили федеральну трасу. У місцевому військкоматі зібралося кілька десятків протестувальників.
25 вересня жителі села Ендірей Хасав'юртівського району Дагестану вийшли на мітинг проти мобілізації та перекрили федеральну трасу Хасавюрт-Махачкала. Причиною протесту стала масова мобілізація. З 8-тисячного села планувалося мобілізувати 110 чоловіків, включно з тими, хто вже воював. Силовики стріляли в повітря, зібралося близько сотні людей. Після виступу військового комісара мітингувальники розійшлися.
Того ж дня акція протесту за участі переважно жінок пройшла в Нальчику в Кабардино-Балкарії. Кілька десятків місцевих жителів вийшли на мітинг під будівлею уряду.
Того ж дня люди переважно жінки зібралися на акцію протесту в центрі Махачкали. Під час затримання поліціянти використовували електрошокери та перцевий газ, били людей кийками та стріляли в повітря Було заарештовано щонайменше 101 особу.
26 вересня в Хасав'юрті на протести вийшли близько сотні людей. Між силовиками та протестувальниками виникли сутички, поліція провела жорстокі арешти.

## Наслідки
23 вересня керівник Чечні Рамзан Кадиров заявив, що мобілізацію в регіоні було скасовано.
25 вересня глава Дагестану Сергій Меліков заявив про помилки в деяких регіонах РФ під час мобілізації. Він попросив мешканців повідомляти про порушення прав громадян і заявив, що всі інциденти будуть «розслідувані».
25 вересня президент України Зеленський виступив із зверненням до дагестанців, підтримавши акцію протесту та закликавши їх протистояти мобілізації.
26 вересня глава Дагестану заявив, що «протести в Махачкалі контролювалися з-за кордону».